# 藤本勝義
藤本 勝義（ふじもと　かつよし、1945年(昭和20年) - ）は、国文学者、青山学院女子短期大学教授。
東京学芸大学卒、同大学院修士課程修了、1979年早稲田大学文学部国語国文学専攻科修了、2012年「源氏物語の表現と史実に関する研究」で早大博士（文学）。東京都立墨田川高等学校教諭、東京学芸大学助手、青山学院女子短期大学講師、助教授、教授。

## 著書
- 『源氏物語の想像力 史実と虚構』笠間書院 笠間叢書、1994
- 『源氏物語の<物の怪> 文学と記録の狭間』笠間書院 古典ライブラリー、1994
- 『源氏物語の人ことば文化』新典社 源氏物語研究叢書、1999
- 『好かれる女・嫌われる女 源氏物語の恋と現代』新典社、2002
- 『源氏物語の表現と史実』笠間書院、2012

編
- 『王朝文学と仏教・神道・陰陽道』編 竹林舎 平安文学と隣接諸学、2007

## 参考
- [ISBN　978-4-7879-7835-6]